# Mainà tricolor
El mainà tricolor (Acridotheres melanopterus tricolor; syn: Acridotheres tricolor) és un tàxon d'ocell de la família dels estúrnids (Sturnidae), endèmic del sud-est de Java. El seus hàbitats són les sabanes, els matollars subtropicals i tropicals secs i humits, els boscos tropicals i subtropicals de frondoses secs, les tarres llaurables i les pastures. El seu estat de conservació es considera en perill d'extinció.

## Taxonomia
Segons el Handook of the Birds of the World i la quarta versió de la BirdLife International Checklist of the birds of the world (Desembre 2019), aquest tàxon tindria la categoria d'espècie. Tanmateix, altres obres taxonòmiques, com la llista mundial d'ocells del Congrés Ornitològic Internacional (versió 10.1, gener 2020), el consideren encara una subespècie del mainà alanegre (Acridotheres melanopterus tricolor torquata).
El Mainà tricolor és semblant al mainà alanegre però té el dors gris i les ales encara més negres.